# Soda jerk
Un soda jerk (també conegut com soda jerker) és la persona —generalment jove— que fa funcionar la font de soda en una drugstore, com s'anomenaven als Estats Units un tipus d'establiments a cavall entre les drogueries i les farmàcies. La seva tasca principal era preparar i servir en una barra els ice cream sodas (una espècie de gelat). Aquesta operació consistia a posar el sirop de sabors en gots especials de canya alta, afegint aigua amb gas i finalment una o dues boles de gelat. El resultat de la beguda era servit amb una cullera de mànec llarg (coneguda com a "soda spoon" o "cullera de soda") i palles. La denominació 'soda jerk' (batidor de soda) prové de l'acció que fa l'empleat en usar la fonts de soda en afegir l'aigua carbonatada.
La pràctica de les fonts de soda en les drugstores va aconseguir el seu pic de popularitat en els anys quaranta i, malgrat tot, encara avui en dia algunes d'aquestes botigues es troben obertes i segueixen oferint els seus productes, en petites localitats rurals. La proliferació dels denominats ice cream parlors va declinar amb l'auge i popularitat dels drive-ins i dels establiments de menjar ràpid, reemplaçant als jerk els grill men (persones que atenen en les graelles) dels fry cooks.